# Halásana

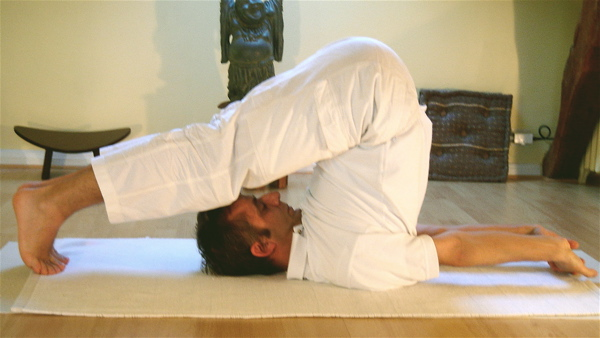
Halásana

Halásana ( हलासन) neboli Pluh je jednou z ásan, poloh těla v józe.

## Etymologie
V Sanskritu 'hala' (हला) znamená pluh a 'ásana' (आसन) posed.

## Přínosy pro zdraví
- Protáhne svaly a šlachy lýtek a stehen
- Podporuje trávení

## Upozornění
Halasáma může vyvinout značný tlak na krční páteř a může způsobit zranění, pokud není provedena správně.